# T. J. Miller
T. J. Miller, pseudonimo di Todd Joseph Miller (Denver, 4 giugno 1981), è un attore statunitense.

## Biografia
È nato a Denver il 4 giugno 1981. Per Miller, che ha studiato alla George Washington University a Washington, il successo è arrivato dopo aver partecipato al monster movie Cloverfield del 2008, diretto da Matt Reeves e co-prodotto da J. J. Abrams in cui interpretava Hudson "Hud" Platt, miglior amico del protagonista nonché principale punto di vista del film, interamente girato in soggettiva. Nel 2010 è il co-protagonista della commedia Lei è troppo per me in cui interpreta Schizzo, uno degli amici del protagonista Jay Baruchel, che tornerà ad affiancare come doppiatore nel film Dragon Trainer, nel ruolo del giovane e pazzo vichingo Testa di Tufo. Inoltre ha partecipato accanto a Jack Black e Jason Segel al film I fantastici viaggi di Gulliver, in cui interpreta Dan; il film è uscito il 4 febbraio 2010. Nello stesso anno scopre di aver sempre avuto una malformazione al cervello che lo ha portato ad avere vari malesseri e addirittura episodi di convulsioni, viene così operato.
Nel 2011 ha partecipato al film Our Idiot Brother, al fianco di Paul Rudd, mentre nel 2012 è apparso in un cameo in Rock of Ages. Nel 2014 torna a collaborare con la DreamWorks, riprendendo il ruolo di Testa di Tufo in Dragon Trainer 2, anch'esso divenuto un successo come il primo. Nello stesso anno si ritrova alla Disney per doppiare Fredzilla, personaggio Marvel Comics che fa parte del film Big Hero 6. Interpreterà, infine, il personaggio di Erlich Bachman nella serie televisiva Silicon Valley.
Nel dicembre del 2017 una donna anonima accusa Miller di averla molestata ai tempi in cui frequentavano assieme l'università. L'attore, tuttavia, nega ogni accusa, e - nonostante lo scandalo - non viene sostituito nel ruolo di Weasel in Deadpool 2. Il 9 aprile 2018 viene arrestato a New York con l'accusa di aver intenzionalmente diffuso un falso allarme, in data 18 marzo, chiamando la polizia e dichiarando che una donna a bordo di un treno trasportava una bomba nella borsa. Viene in seguito rilasciato sotto cauzione di 100 000 dollari.

## Filmografia

### Attore

#### Cinema
- Sugar., regia di Alex Beh – cortometraggio (2008)
- Cloverfield, regia di Matt Reeves (2008)
- La concessionaria più pazza d'America (The Goods: Live Hard, Sell Hard), regia di Neal Brennan (2009)
- Extract, regia di Mike Judge (2009)
- Charlie On Parole, regia di Paul Briganti e Kevin Mead – cortometraggio (2009)
- Successful Alcoholics, regia di Jordan Vogt-Roberts – cortometraggio (2010)
- Lei è troppo per me (She's Out of My League), regia di Jim Field Smith (2010)
- In viaggio con una rock star (Get Him to the Greek), regia di Nicholas Stoller (2010)
- Unstoppable - Fuori controllo (Unstoppable), regia di Tony Scott (2010)
- L'orso Yoghi (Yoghi Bear), regia di Eric Brevig (2010)
- I fantastici viaggi di Gulliver  (Gulliver's Travels), regia di Rob Letterman (2010)
- Quell'idiota di nostro fratello (Our Idiot Brother), regia di Jesse Peretz (2011)
- A Toast to Green Lantern, regia di Liz Stewart – cortometraggio (2011)
- Rock of Ages, regia di Adam Shankman (2012)
- Cercasi amore per la fine del mondo (Seeking a Friend for the End of the World), regia di Lorene Scafaria (2012)
- Love and Germophobia, regia di Tyler Spindel – cortometraggio (2012)
- Transformers 4 - L'era dell'estinzione (Transformers: Age of Extinction), regia di Michael Bay (2014)
- Jason Nash Is Married, regia di Jason Nash (2014)
- Search Party, regia di Scot Armstrong (2014)
- Deadpool, regia di Tim Miller (2016)
- La festa prima delle feste (Office Christmas Party), regia di Will Speck e Josh Gordon (2016)
- Goon: Last of the Enforcers, regia di Jay Baruchel (2017)
- Ready Player One, regia di Steven Spielberg (2018)
- Deadpool 2, regia di David Leitch (2018)
- Underwater, regia di William Eubank (2020)

#### Televisione
- Carpoolers – serie TV, 13 episodi (2007-2008)
- Waiting to Die, regia di Ted Wass – film TV (2009)
- For a Green Card – serie TV, episodi 1x02-1x03 (2010)
- Traffic Light – serie TV, episodio 1x05 (2011)
- Happy Endings – serie TV, episodio 1x12 (2011)
- The League – serie TV, episodio 3x10 (2011)
- FCU: Fact Checkers Unit – serie TV, episodio 2x03 (2011)
- The Assistants, regia di Pamela Fryman – film TV (2011)
- Mash Up – programma TV, 8 puntate (2012)
- Little Brother, regia di Shawn Levy – film TV (2012)
- Romantic Encounters with Melinda Hill – serie TV, episodio 1x02 (2012)
- The Gorburger Show – talk show, 16 puntate (2012-2013)
- RVC: The Lone Shopping Network – serie TV, 6 episodi (2012-2013)
- Harder Than It Looks – serie TV, episodio 1x01 (2012)
- The Goodwin Games – serie TV, 7 episodi (2013)
- Idiotsitter – serie TV, episodi 1x02-1x04 (2014)
- Garfunkel and Oates – serie TV, episodio 1x03 (2014)
- Silicon Valley – serie TV, 38 episodi (2014-2017)
- Those Who Can't – serie TV, episodio 1x06-3x07 (2016, 2019)

### Doppiatore
- Dragon Trainer (How to Train Your Dragon), regia di Dean DeBlois e Chris Sanders (2010)
- La leggenda del drago Rubaossa (Legend of the Boneknapper Dragon), regia di John Puglisi - cortometraggio (2010)
- L'era Natale (Ice Age: A Mammoth Christmas), regia di Karen Disher – cortometraggio (2011)
- Dragons - Il dono del drago (Dragons: Gift of the Night Fury), regia di Tom Owens - cortometraggio (2011)
- Gravity Falls – serie animata, 13 episodi (2012-2016)
- Dragons – serie animata, 118 episodi (2012-2018)
- American Dad! – serie animata, episodio 9x02-9x19 (2013-2014)
- High School USA! – serie animata, 12 episodi (2014)
- Dragon Trainer 2 (How to Train Your Dragon 2), regia di Dean DeBlois (2014)
- Big Hero 6, regia di Don Hall e Chris Williams (2014)
- Dragons - L'inizio delle corse dei draghi (Dawn of the Dragon Racers), regia di Elaine Bogan e John Sanford - cortometraggio (2014)
- Hell and Back, regia di Tom Gianas e Ross Shuman (2015)
- Emoji - Accendi le emozioni (The Emoji Movie), regia di Tony Leondis (2017)
- F Is for Family – serie animata, 5 episodi (2017-2018, 2021)
- Street Walking, regia di Tommy Waite – cortometraggio (2020)

## Doppiatori italiani
Nelle versioni in italiano delle opere in cui ha recitato, T.J. Miller è stato doppiato da:
- Paolo Vivio in Carpoolers, In viaggio con una rock star, Quell'idiota di nostro fratello, Cercasi amore per la fine del mondo, La festa prima delle feste, Ready Player One
- Simone Crisari in Transformers 4 - L'era dell'estinzione, Deadpool, Deadpool 2
- Andrea Mete in Lei è troppo per me, I fantastici viaggi di Gulliver, Underwater
- Massimo Bitossi in L'orso Yoghi, Silicon Valley
- Stefano Crescentini in Cloverfield
- Luca Ciarciaglini in Goon: Last of The Enforcers

Da doppiatore è sostituito da:
- Mattia Ward in Dragon Trainer, La leggenda del drago Rubaossa, Dragons - Il dono del drago, Dragons, Dragon Trainer 2, Dragons - L'inizio delle corse dei draghi, Dragon Trainer - Rimpatriata
- Simone Crisari in Big Hero 6
- Luca Ghignone in Gravity Falls
- Marco De Risi in Hell and Back
- Nanni Baldini in L'era Natale
- Federico Russo in Emoji - Accendi le emozioni